# ヨナグニサン

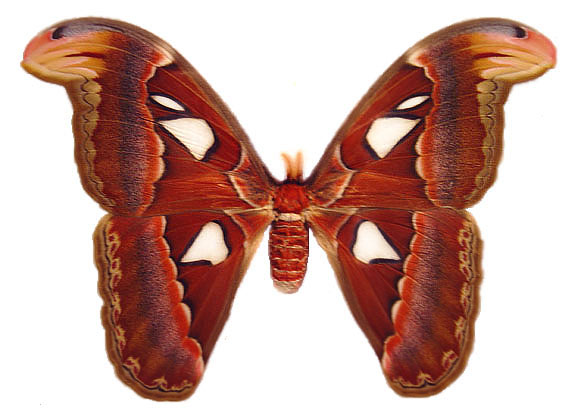
参考：Attacus atlasの雌個体

ヨナグニサン（与那国蚕、学名：Attacus atlas）は、鱗翅目ヤママユガ科に分類されるガの一種。前翅長は130mm-140mmほどで日本最大、昆虫の中で翅の面積が最大のガとして知られているが、近年の研究によりオセアニアに分布するCoscinocera hercules(ヘラクレスサン)に次ぐ2位の大きさであることが明らかとなった。

## 呼称
種小名はギリシア神話の巨人アトラースにより、その巨体にちなんだもの。英語でも atlas moth と呼ぶ。中国語における呼称は「皇蛾」(拼音：huáng'é)。
和名ヨナグニサンは松村松年による命名とされ、古くはオオアヤニシキと呼ばれたこともある。

## 分布
種としての Attacus atlas はインドから東南アジア、中国、台湾、日本にかけて幅広く分布。琉球亜種（A. a. ryukyuensis）は分布の北限にあたる一亜種で、日本の沖縄県八重山諸島（石垣島、西表島及び与那国島）にのみ分布する。
日本国外の亜種に比べて羽の三角模様が少し大きいという特徴を持つ。
ただし、日本の八重山諸島に分布するA. a. ryukyuensisは台湾から輸入された外来種であるという可能性が指摘されている。

## 形態
雄は体長48-51mm、前翅長100-130mm、雌は体長50-53mm、前翅長130-140mmと大型であるが、世界最大のチョウであるアレクサンドラトリバネアゲハよりは小さい。体色は赤褐色を呈し、翅の前縁が黒褐色、内横線は白色である。前翅の先端が鎌状に曲がるのが特徴。口器（口吻）は退化して失われているため、羽化後は一切食事を取れない。幼虫の頃に蓄えた養分で生きるため、成虫寿命は長くても1週間ほどと短い。
成虫の前羽根先端部には、蛇の頭のような模様が発達し、これを相手に見せて威嚇すると言われているが、定かではない。灯火によく飛来する。

## 分類
1989年に提唱された分類体系では本種は4つの型に区分され、これに従って亜種を認めない説もある。一方で1993年には与那国島産の標本に基づき亜種A. a. ryukyuensisが記載されており、この記載論文では台湾産を亜種A. a. formosanusとして認めている。

## 生態
森林域に生息し、幼虫はアカギやモクタチバナ、フカノキ、カンコノキ類、トベラ、ショウベンノキなどを食草とする。年に3回（4月、7月下旬 - 8月上旬、10月中旬頃）発生する。卵の期間は11から12日、幼虫期は摂氏20度で57日、25度で43日、30度で46日、蛹は24度で28日、30度で46日。熱帯産にもかかわらず、高温で成長が遅い。2齢までの幼虫は2から5頭の群れを作る。
天敵にカタビロコバチの一種（Eurytema sp．）やコマユバチの一種（Apanteles sp.）がいる。草地にいる幼虫は高確率で寄生される。

## 保護上の位置づけ
- 沖縄県指定天然記念物
  - ヨナグニサン - 1985年（昭和60年）3月29日指定（種指定、地域を定めず）
  - 与那国島宇良部岳ヨナグニサン生息地 - 1985年（昭和60年）3月29日指定（地域指定）
- 準絶滅危惧（NT）（環境省レッドリスト）

- 沖縄県版レッドデータブック - 絶滅危惧II類

## その他
与那国方言では、「アヤミハビル」と呼ばれる。「アヤミ」とは「模様のある」、「ハビル」とは「蝶」の意味である。

与那国島のヨナグニサンの博物館である「アヤミハビル館」では、ヨナグニサンの生態その他の総合的な展示による詳細な紹介が行われている。